# Stade Alsancak d'Izmir
Le stade Alsancak (prononcé [al.sɑn.'d͡ʒɑk]), construit en 1929 et démoli en 2015, se situe à Izmir dans le quartier d’Alsancak.

## Histoire
Le stade est loué par la Fédération de Turquie de football au club d’Altay. Le stade sera utilisé par les clubs d’Altay, de Göztepe, d’Izmirspor et de Karşiyaka.
Le stade a une capacité de 15 055 places, dont 4 100 couverts, 5 605 avec balcon et 5 350 places dans les tribunes ouvertes. Il n’y a pas de tribunes derrière les buts.
Le stade a été rénové plusieurs fois depuis son ouverture, en 2005, à l’occasion des jeux Universiade d'été 2005 organisées à İzmir, puis en 2013. En 2014 après des tests sismiques il en ressort que le stade n'est pas fiable aux secousses sismiques, il est fermé le 20 août 2014. En 2015 il sera finalement démoli.

## Nouveau stade
Un nouveau stade est construit sur l'emplacement du stade Alsancak, il est mis en service en décembre 2021 et sert d'enceinte à Altay Izmir.

## Sources
- (tr) Cet article est partiellement ou en totalité issu de l’article de Wikipédia en turc intitulé « Altay Alsancak Stadı » (voir la liste des auteurs)..
- Stat Arama Detay